# Benthanops fulva
Benthanops fulva is een pissebed uit de familie Philosciidae. De wetenschappelijke naam van de soort is voor het eerst geldig gepubliceerd in 1932 door Barnard.